# Tainted Love
"Tainted Love" é uma canção composta por Ed Cobb, ex-The Four Preps, que foi originalmente gravada por Gloria Jones, em 1964. Ela alcançou fama mundial depois de ser regravada pelo Soft Cell, em 1981, atingindo o #1 no UK Singles Chart, e desde então tem sido regravada por vários outros grupos e artistas (sendo outra versão bastante conhecida a que foi gravada por Marilyn Manson, em 2001, para o filme Not Another Teen Movie). Há também versões em outras línguas, incluindo a versão em espanhol chamada "Falso Amor" gravada pelo La Unión.

## Versões covers
| Ano  | Artista                          | Álbum                               | Genêro           | Nota                                                            |
| ---- | -------------------------------- | ----------------------------------- | ---------------- | --------------------------------------------------------------- |
| 1964 | Gloria Jones                     | Tainted Love EP                     | northern soul    | versão original                                                 |
| 1976 | Gloria Jones (com Marc Bolan)    | Duets: Tainted Love                 | glam rock        |                                                                 |
| 1981 | Soft Cell                        | Non-Stop Erotic Cabaret             | synthpop         | versão popularizada                                             |
| 1982 | Dave Phillips (com Hot Rod Gang) | Wild Youth                          | pop              |                                                                 |
| 1985 | Coil                             | Scatology                           | industrial       |                                                                 |
| 1986 | Boppin' Kids                     | Go Wild!                            | rockabilly       |                                                                 |
| 1990 | Tainted Cash                     | s                                   | rave             |                                                                 |
| 1991 | Marc Almond (com Soft Cell)      | Tenement Symphony                   | pop              | lançada como single                                             |
| 1992 | Inspiral Carpets                 | Ruby Trax                           | Rock             |                                                                 |
| 1992 | The Flying Pickets               | The Warning                         | a cappella       |                                                                 |
| 1994 | David Benoit                     | Lost and Found                      | rock             |                                                                 |
| 1994 | Spaceheads                       | Spaceheads                          | rock             |                                                                 |
| 1995 | Shades Apart                     | Save It                             | punk rock        |                                                                 |
| 1997 | The Hi-Fives                     | And a Whole Lotta You!              | Rock             |                                                                 |
| 1997 | Deathline International          | Industrial War                      | industrial       |                                                                 |
| 1997 | Atrocity                         | Werk 80                             | gothic metal     | duas versões diferentes                                         |
| 1998 | The Living End                   | The Living End                      | rock             | lançada nas radio                                               |
| 1998 | Country Teasers                  | Back to the Future                  | rock             |                                                                 |
| 1999 | My Ruin                          | Speak and Destroy                   | rock metal       |                                                                 |
| 2000 | Wild Strawberries                | Twist as an unnumbered              | rock             |                                                                 |
| 2000 | La Unión                         | Grandes Éxitos                      | pop rock         | intitulado "Falso Amor"                                         |
| 2001 | Marilyn Manson                   | Não é Mais um Besteirol Americano   | industrial metal | trilha sonora (lançado como single)                             |
| 2001 | Max Raabe                        | Superhits Nummer 2                  | rock             |                                                                 |
| 2002 | Night Shift                      | Undercovers                         | rock             |                                                                 |
| 2002 | Prozac+                          | Miodio                              | punk             |                                                                 |
| 2005 | The Pussycat Dolls               | PCD                                 | r&b              | medley com "Where Did Our Love Go"                              |
| 2006 | Milk Inc.                        | Supersized                          | dance            | lançada como single                                             |
| 2006 | Alejandra Guzmán                 | Cansada De Besar Sapos              | trilha sonora    | trilha sonora filme "Cansada De Besar Sapos"                    |
| 2006 | John B. (com Marcy Meow)         | Beta Recordings                     | electro          |                                                                 |
| 2007 | Richard Grey                     | Warped Bass                         | dance music      | intitulado "Warped Bass"                                        |
| 2007 | Killwhitneydead.                 | Nothing Less Nothing More           | death metal      | intitulado "Funny Enough It Sounds Just Like"                   |
| 2007 | Grandmagneto                     | Favourite Recordings                | reggae acústico  |                                                                 |
| 2007 | The Vending Tree                 | —                                   | ao vivo          | performances ao vivo                                            |
| 2008 | The Lost Fingers                 | Lost in the 80s                     | rock             |                                                                 |
| 2008 | Biquini Cavadão                  | 80 vol. 2 - Ao Vivo no Circo Voador | Pop Rock         |                                                                 |
| 2009 | My Brightest Diamond             | Guilt by Association Vol. 2         | rock             |                                                                 |
| 2009 | The Pigeon Detectives            | Cash for Kids                       | Pop rock         | single para caridade "Dinheiro para Crianças"                   |
| 2009 | Blackmailers                     | Contrafact                          | rock             |                                                                 |
| 2010 | Imelda May                       | Mayhem                              | Pop              |                                                                 |
| 2011 | Karen Souza                      | Karen Souza Essentials              | Jazz             |                                                                 |
| 2011 | Hannah Peel                      | American Horror Story               | Lullaby          | para a série "American Horror Story"                            |
| 2011 | Desconhecida                     | Underbelly: Razor                   | remix            | promover série australiana "Underbelly: Razor"                  |
| 2011 | Duffy                            | Unreleased                          | Jazz             | homenagem a Gloria Jones                                        |
| 2011 | Scorpions                        | Comeblack                           | Heavy Metal      |                                                                 |
| 2020 | Hybrazil                         | —                                   | Rock             | Single lançado no Youtube                                       |
| 2020 | Sepultura                        | —                                   | Heavy Metal      | Trilha sonora para a série Desalma                              |
| 2023 | The Just Dancers                 | —                                   | Rock             | Trilha sonora para o jogo de vídeo game Just Dance 2024 Edition |

### Amostras
- "SOS" - Rihanna

## Charts
| Soft Cell      | Posição |
| -------------- | ------- |
| Reino Unido    | #1      |
| Estados Unidos | #8      |

| Marc Almond | Posição |
| ----------- | ------- |
| Reino Unido | #5      |

| The Living End       | Posição |
| -------------------- | ------- |
| Triple J Hottest 100 | #17     |

| Marilyn Manson | Posição |
| -------------- | ------- |
| Reino Unido    | #5      |
| Finlândia      | #3      |
| Suécia         | #11     |
| Dinamarca      | #11     |

| Milk Inc. | Posição |
| --------- | ------- |
| Bélgica   | #7      |